# Lophomachia
Lophomachia is een geslacht van vlinders van de familie spanners (Geometridae), uit de onderfamilie Geometrinae.

## Soorten
- L. albiradiata Warren, 1893
- L. discipennata Walker, 1861
- L. lalashana Inoue, 1986
- L. lepta West, 1930
- L. monbeigaria Oberthür, 1916
- L. picturata Hampson, 1903
- L. semialba Walker, 1861